# Ricardo Torres
Ne doit pas être confondu avec Ricardo Torres (directeur de la photographie), Ricardo Torres (toréador) ou Ricardo Torres (animateur).
Ricardo Torres est un boxeur colombien né le 16 février 1980 à Mangangue.

## Carrière
Passé professionnel en 2001, il remporte le titre vacant de champion du monde des super-légers WBA le 18 novembre 2006 après sa victoire aux points contre Mike Arnaoutis. Il perd cette ceinture face à Kendall Holt le 5 juillet 2008 puis met un terme à sa carrière l'année suivante sur un bilan de 33 victoires et deux défaites.

## Référence
1. ↑  (en) Mike Arnaoutis vs. Ricardo Torres (boxrec.com)